# Bogdan Kisielewicz
Bogdan Aleksandrowicz Kisielewicz, ros. Богдан Александрович Киселевич (ur. 14 lutego 1990 w Czerepowcu) – rosyjski hokeista, reprezentant Rosji, olimpijczyk.

## Kariera
- Siewierstal 2 Czerepowiec (2005-2009)
- CSK WWS Samara (2007/2008)
- HK Lipieck (2008/2009)
- Siewierstal Czerepowiec (2009-2014)
- Ałmaz Czerepowiec (2009-2012)
- CSKA Moskwa (2014-2018)
- Florida Panthers (2018-2019)
- Winnipeg Jets (2019)
- CSKA Moskwa (2019-2022)
- Awangard Omsk (2022-)

Wychowanek Siewierstali Czerepowiec. W seniorskiej drużynie tego klubu występował do 2014. W maju 2014 został zawodnikiem CSKA Moskwa. W maju 2016 przedłużył kontrakt o dwa lata. Od czerwca 2018 zawodnik Florida Panthers, związany rocznym kontraktem. Pod koniec lutego 2019 został przetransferowany do Winnipeg Jets. Od lipca 2019 ponownie zawodnik CSKA Moskwa. W grudniu 2022 został przetransferowany do Awangarda Omsk w toku wymiany za Władimira Brukwina
W barwach Rosji uczestniczył w turnieju mistrzostw świata w 2017, 2018. W ramach ekipy olimpijskich sportowców z Rosji brał udział w turnieju zimowych igrzysk olimpijskich 2018.
W trakcie kariery określany pseudonimem Baga.

## Sukcesy
Reprezentacyjne
- Brązowy medal mistrzostw świata: 2017
- Złoty medal zimowych igrzysk olimpijskich: 2018

Klubowe
- Puchar Kontynentu: 2015, 2016, 2017 z CSKA Moskwa
- Brązowy medal mistrzostw Rosji: 2015 z CSKA Moskwa
- Srebrny medal mistrzostw Rosji: 2016 z CSKA Moskwa
- Puchar Otwarcia: 2015 z CSKA Moskwa
- Finał KHL o Puchar Gagarina: 2016 z CSKA Moskwa
- Złoty medal mistrzostw Rosji: 2020, 2022 z CSKA Moskwa, 2025 z Łokomotiwem
- Puchar Gagarina – mistrzostwo KHL: 2022 z CSKA Moskwa, 2025 z Łokomotiwem

Indywidualne
- KHL (2013/2014): Mecz Gwiazd KHL
- KHL (2014/2015): najlepszy obrońca tygodnia – 7 grudnia 2014
- KHL (2015/2016):
  - Piąte miejsce w klasyfikacji asystentów wśród obrońców w fazie play-off: 5 asyst
- Mistrzostwa Świata w Hokeju na Lodzie 2017/Elita:
  - Drugie miejsce w klasyfikacji +/− turnieju: +9[8]
  - Drugie miejsce w klasyfikacji strzelców wśród obrońców turnieju: 3 gole[9]
- KHL (2017/2018): Złoty Kask (przyznawany sześciu zawodnikom wybranym do składu gwiazd sezonu)[10][11]

Wyróżnienie
- Zasłużony Mistrz Sportu Rosji w hokeju na lodzie (2018)[12]

Odznaczenie
- Order Przyjaźni (27 lutego 2018)[13]